# Степная дивизия
Степная дивизия (Александрийская дивизия, укр. Степова дивізія) — повстанческое (партизанское) вооружённое формирование в период Гражданской войны на Украине, сформированное и руководимое офицерами Армии УНР и действовавшее в 1920 году под жёлто-голубыми флагами Украинской народной республики на территории преимущественно Херсонской и Екатеринославской губерний, занятых Красной армией. Численный состав - от 20 до 30 тысяч человек.

## Предпосылки возникновения
В течение 1917—1919 годов шла изнурительная борьба украинского народа за собственную государственность. После отступления Армии УНР на запад и оккупации Украины войсками Советской России, большевики начали создавать свой «коммунистический» строй.
В 1919—1920 годах среди основных слоев населения, особенно среди крестьян, усиливалось разочарование в социально-экономической политике большевиков, укреплялось понимание их действий как оккупации и ограбления Украины. Особенно крестьяне осознали эксплуататорскую сущность «коммуны»; преступный характер большевистской власти, проявлявшийся в персональном составе и действиях советских административных органов; зависть к благосостоянию украинского крестьянства — «кулаков».
Под влиянием указанных причин крестьяне Украины начали борьбу против большевиков и за возвращение Правительства УНР. В то же время и руководители УНР начали понимать, что победить большевиков можно только объединив действия армии и повстанцев.
Движущей силой повстанческой борьбы было украинское крестьянство, а сельская интеллигенция сыграла роль национального проводника.

## Деятельность
12 мая 1920 года на мобилизационный пункт в Кривом Роге должны были прибыть юноши 1898—1900 годов рождения, призываемые на службу в Красную армию. Новобранцами — согласно распоряжению большевиков — должен был заниматься глава Анновского волостного комитета Константин Юрьевич Пестушко и председатель Желтянского волостного комитета, бывший капитан царской армии Григорий Кондратьевич Гниненко. Именно тогда, насильно мобилизованные советской властью жители под руководством Пестушко и Гныбиды захватили уездный город Кривой Рог со всеми его военными складами.
Известие об освобождения повстанцами Кривого Рога разлетелась по окрестностям. К Константину Пестушко (псевдоним: Кость Блакытный) начали присоединяться другие отряды, в частности атаманы: Сергей Клепач, Филипп Хмара, Голик-Зализняк, Илья Иванов. В отряде Иванова существовало отдельное подразделение из русских-староверов.
Дивизия воевала под сине-желтыми флагами и признавала только Украинскую Народную Республику.
Степная дивизия начала свою деятельность в районе сёл Верблюжки — Варваровки — Водяного — Петрово, постепенно расширяя свою территорию. .
В марте 1920 года Степная дивизия взяла Херсон и повела удачное наступление на запад (через Белозёрку) по линии Каменка-Еградовка-Ружичив-Чигирин. Остановилась дивизия в урочище Холодный Яр, где соединилась с Холодноярскими вооруженными силами (14 тысяч человек).
24 сентября 1920 в Медведовке, где когда-то началась Колиивщина, состоялось совещание холодноярских атаманов, в ней приняли участие командиры Степной дивизии, атаманы других регионов. На этом совещании Кость Блакытный (Константин Пестушко) был избран Главным атаманом всех повстанческих отрядов Холодного Яра и окрестностей. К этому времени повстанцы на территории Холодного Яра, Подольской, Херсонской, Екатеринославской, Киевской губерний парализовали деятельность тыловых частей Красной армии.
Осенью 1920 года, после подписания перемирия с Польшей, у большевиков появилась возможность перегруппировать силы и направить Конную армию Будённого на юг Украины.
В октябре 1920 года Кость Блакытный сложил с себя полномочия Главного атамана Холодного Яра и отправился в Екатеринославскую губернию во главе Степной дивизии.
Уже в районе села Сентово маршрут Степной дивизии пересёкся с маршрутом Конной армии Будённого, что с запада шла на юг Украины для борьбы с Врангелем. Командир ударно-разведывательного отряда Степной дивизии Чёрный Ворон (Николай Скляр), первым встретил врага. Направил свой отряд, отвлекая около двух тысяч будённовцев, Чёрный Ворон повёл их в противоположную от Степной дивизии сторону. В неравном бою атаман Чёрный Ворон и большинство бойцов его отряда погибли, но тактическая цель была достигнута: отряд дал возможность Степной дивизии войти в район своего формирования (Верблюжка — Варваровка — Водяная — Петрово).
Тем временем стало понятно, что всеукраинского восстания не произошло. Армия УНР отошла за Збруч и ждать от них помощи тоже не следовало. Приближение холодов выявило ещё одну проблему повстанцев. Казаки Степной дивизии не имели зимнего обмундирования. Это заставило Костя Блакытного пойти на частичную демобилизацию дивизии. Кое-кто из повстанцев вернулся к Холодному Яру. Решил продолжать борьбу и конный полк атамана Иванова. Другие перешли в подполье.
После демобилизации Степной дивизии, зимой 1920—1921 годов, Кость Блакытный остался с остатками своей дивизии на Екатеринославщине. Возглавил Екатеринославский повстанческий комитет и готовил новое восстание которое должно было начаться весной 1921 года. Главным координатором восстания был генерал-хорунжий Андрей Гулый-Гуленко, действовавший на Елизаветградщине.
Для нейтрализации деятельности Степной дивизии и Костя Блакытного ЧК разработало спецоперацию. Благодаря измене атамана Андрея Рыбалко-Звезды, чекистам стало известно местонахождение Костя Блакытного. Попав в ловушку, Кость Блакытный погиб 9 мая 1921 года в родном селе Анновке в бою с подразделением криворожских чекистов. После его смерти перестала существовать и Степная дивизия.

## Военные Степной дивизии
- Голик-Зализняк Мефодий Фокович — полковник дивизии
- Иванов Илья
- Черненко Платон Петрович (Черный Ворон)
- Терещенко Максим — командир артиллерийской батареи дивизии
- Завгородний Ларион Захарович — значковый дивизии
- Гупало Денис Моисеевич — казак Первого конного полка дивизии